# W.C. van Hoorn
Wim C. van Hoorn was een Nederlandse architect die actief was in de gemeente Zuilen en vervolgens de gemeente Utrecht. 
Van Hoorn trad als architect in 1931 in gemeentelijke dienst. In Zuilen was hij gemeentearchitect tot de annexatie in 1954 van Zuilen door Utrecht. Hij vloeide toen door in een dienstverband bij de gemeente Utrecht. 
Een groot deel van zijn oeuvre is gebouwd in Zuilen in de jaren na de Tweede Wereldoorlog. Ondanks beperkte middelen (gebrek aan materialen en mankracht) wist hij tot zeer goedkope woningontwerpen te komen. Meer dan 2000 woningen zijn er gebouwd naar zijn hand. Verder verrezen er (minstens) 9 scholen. Vooral die zijn bekend geworden als "gele scholen". Van Hoorn was daarin een van de eersten die de bouwstop in 1947 op gymnastieklokalen wist te omzeilen door een uitgekiend ontwerp (zogenoemde haltype). De scholen kregen een centrale hal die kon fungeren als aula of gymnastiekzaal met om de hal klaslokalen in twee bouwlagen. Andere al dan niet gebouwde ontwerpen van Van Hoorn bestaan onder meer uit een tweetal monumenten, een kerk en diverse gebouwen voor gemeentelijke diensten. Een aanzienlijk deel van zijn gebouwde oeuvre is nadien gesloopt.

## Werken
Een (onvolledige) lijst met zijn werken:

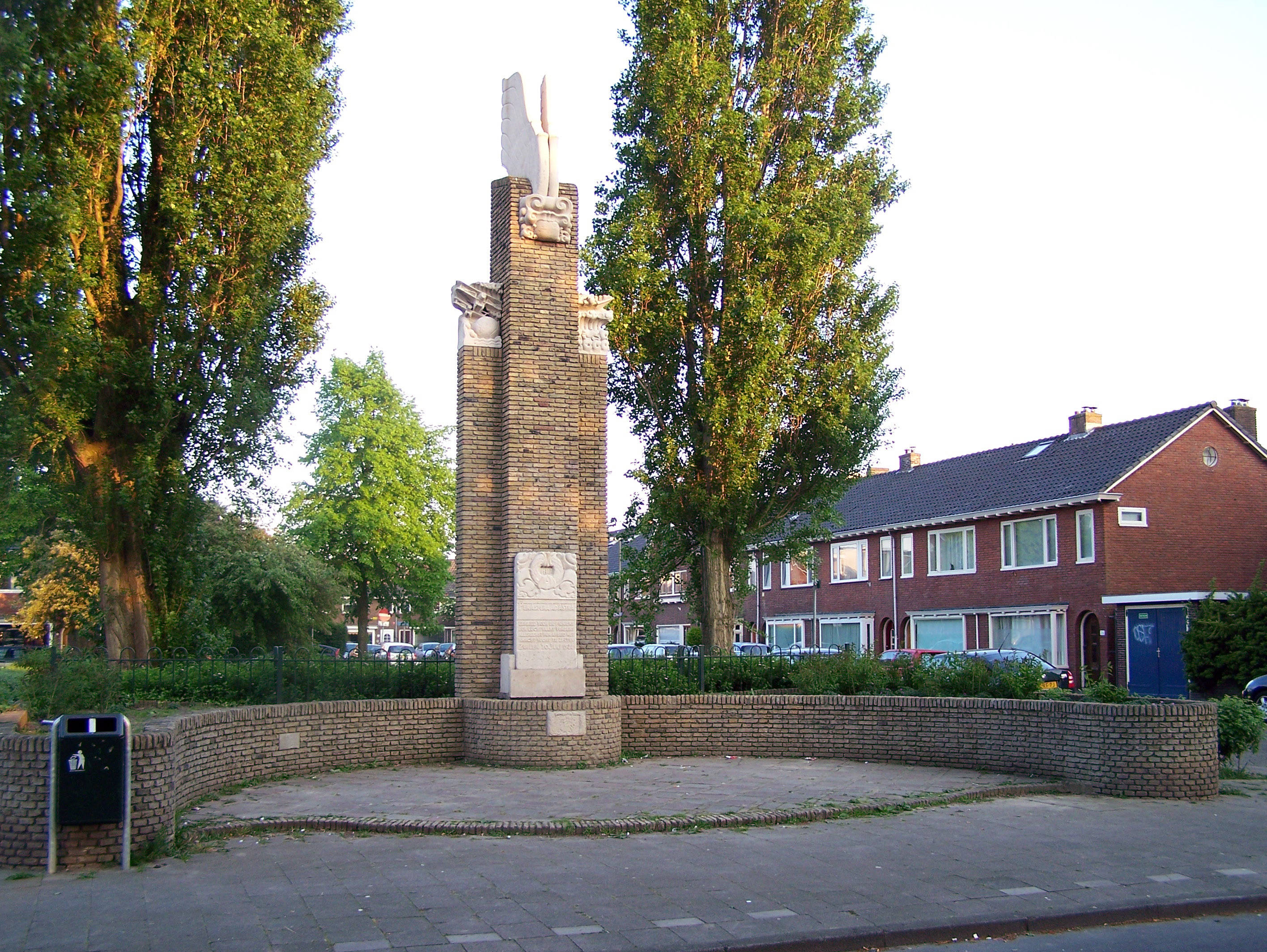
Vliegermonument in Zuilen.

- Woningen in de wijk Mariëndaal/Vliegeniersbuurt, ca. 1937
- Vliegermonument, i.s.m. Jo Uiterwaal, 1938
- Woningen aan de Burgemeester van Tuyllkade, 1948 of later
- Monument voor Zuilense Gevallenen, Prins Bernhardplein[4], i.s.m. Jo Uiterwaal, 1949
- Prinses Margrietschool, Prinses Margrietstraat 20 (gesloopt)
- Woningen aan het Prins Bernhardplein
- Herziening uitbreidingsplan Zuilen, 1950
- De Schaakwijk met 120 woningen in 3-hoog bouw, ca. 1951
- Pedagogenbuurt, 416 woningen in 12 woonblokken met 4 verdiepingen, ca. 1953
- Protestants Christelijke V.G.L.O.-school aan de Onyxweg 3, ca. 1959